# فيكتور بوسوفاليوك
ڤيكتور پوسوڤاليوك (بالروسية: Посувалюк, Виктор Викторович)‏ Victor Posuvalyuk (و. 7 أيار 1940)، هو نائب وزير الخارجية ومبعوث الرئيس الروسي إلى الشرق الأوسط في عهد الرئيس الروسي الاسبق بوريس يلتسين. وقد احتل بوسوفاليوك مكانة مرموقة في الدبلوماسية السوفياتية ووريثتها الروسية.

## السيرة الذاتية
ولد يوم 7 مايو عام 1940 في موسكو. وتخرج عام 1963 من معهد اللغات الشرقية لدى جامعة موسكو الحكومية.
وبدأ حياته العملية مترجما مع الخبراء السوفييت في ميناء الحديدة بشمال اليمن، ثم انتقل إلى الخدمة في السلك الدبلوماسي السوفيتي حيث شغل عام 1964 منصب موظف في السفارة السوفيتية بالجمهورية العربية اليمنية ثم موظف في قسم بلدان الشرق الأوسط ب[وزارة الخارجية] السوفيتية.

## المناصب
وترقى المستعرب إلى مناصب مستشار السفارة السوفيتية في العراق اعوام 1969 – 1976 والقائم باعمال السفارة السوفيتية في سوريا اعوام 1980 – 1985 ونائب رئيس قسم الشرق الأوسط وشمال أفريقيا بوزارة الخارجية اعوام 1986 - 1988 وسفير الاتحاد السوفيتي في عمان اعوام 1988 – 1990.
ولعب فيكتور بوسوفاليوك دورا متميزا في المرحلة الصعبة التي اعقبت تفكك الاتحاد السوفييتي حين بدأت تتشكل ملامح السياسة الخارجية الجديدة لروسيا. وترأس في تلك الفترة الانتقالية قسم الشرق الأوسط وشمال أفريقيا، ونجح في التخلص من تركة الماضي وتبديد الأوهام بأن الشرق الأوسط ليس حيويا لروسيا، واستطاع ان يثبت أسس التعاون واعادة العلاقات مع دول المنطقة. 
تولى عام 1990 منصب سفير الاتحاد السوفيتي ثم روسيا الاتحادية في العراق.
وسجلت الخارجية الروسية للسفير النشط محاولاته لدرء الهجوم الاميركي على العراق أثناء الحصار، ونجح أكثر من مرة. وبقى سفيرا اجنبيا وحيدا يقيم فيبغداد تحت شظايا القنابل الاميركية. وكانت تجري عن طريقه كل الاتصالات بين الدبلوماسيين الروس والغربيين من جهة وقيادة العراق آنذاك من جهة أخرى.
تولى عام 1992 إدارة شعبة الشرق الأوسط وشمال أفريقيا في وزارة الخارجية الروسية. ثم تم تعيينه عام 1994 نائبا لوزير الخارجية الروسي ومبعوثا خاصا لرئيس روسيا إلى الشرق الأوسط. وظل يشغل هذين المنصبين لغاية وفاته في 1 أغسطس/آب عام 1999.
وكان فيكتور بوسوفاليوك ينظم القصائد المغناة إلى جانب عمله على الصعيد الدبلوماسي. وصدر بعد وفاته ديوان لاشعاره.

## التكريم
منح فيكتور بوسوفاليوك وسام الاستحقاق من الدرجة الرابعة ووسام الراية الحمراء لقاء شجاعته الشخصية ابان النزاع المسلح في منطقة الخليج العربي وكذلك منح وسام الشرف.